# Lipsk Murowany
Lipsk Murowany – kolonia, część wsi Siółko, w Polsce położona w województwie podlaskim, w powiecie augustowskim, w gminie Lipsk.
W latach 1975–1998 miejscowość administracyjnie należała do województwa suwalskiego.
Z majątku Lipsk Murowany pochodził Wiktor Augustowski dowodzący w bitwie pod Skieblewem, jednej z ostatnich większych potyczek powstania styczniowego w guberni augustowskiej.